# Jozef Šoltész
Jozef Šoltész (1. května 1909 Vranov nad Topľou – 19. března 1977 Bratislava) byl slovenský a československý odbojář, dlouholetý člen Sboru pověřenců, poválečný politik Komunistické strany Slovenska, poslanec Prozatímního Národního shromáždění, Ústavodárného Národního shromáždění a Národního shromáždění ČSR a ministr vlád Československa.

## Biografie

### Mládí a činnost v odboji
Absolvoval vysokou školu v Bratislavě. Po dobu studií předsedal Sdružení sociálně demokratických akademiků a v meziválečném období se angažoval v Československé sociálně demokratické straně dělnické. Za druhé světové války se podílel na odboji. Ještě před vypuknutím Slovenského národního povstání se stal za socialistický blok členem odbojové Slovenské národní rady. V září 1944 se účastnil sjednocovacího sjezdu v Banské Bystrici, kde se spojili slovenští sociální demokraté a komunisté. Přešel tehdy do KSS.
V 1. Sboru pověřenců a 2. Sboru pověřenců ještě za Slovenského národního povstání působil jako pověřenec pro spravedlnost (respektive pro soudnictví), přičemž v 1. Sboru pověřenců tuto pozici zastával společně s Ivanem Pietorem.
V letech 1944–1946 byl členem Slovenské národní rady. Podle dobových stenografických záznamů složil ale slib poslance Slovenské národní rady až na její 14. schůzi 26. listopadu 1945. Zasedal zde do roku 1946.

### Poválečná politická kariéra
V letech 1945–1950 byl členem předsednictva Ústředního výboru KSS (poprvé do funkce zvolen na stranické konferenci v Žilině v srpnu 1945) a od dubna 1945 i členem prozatímního Ústředního výboru Komunistické strany Československa. V květnu 1945 zasedal i v předsednictvu ÚV KSČ a užším předsednictvu ÚV KSČ. V rámci slovenské komunistické scény patřil ke stoupencům centralistické orientace, tedy mezi zastánce silné ústřední vlády, bez výraznějších pravomocí slovenských orgánů. V lednu 1948 zasedl v zvláštní komisi zřízené ÚV KSČ pro dořešení státoprávních otázek souvisejících s připravovanou novou ústavou Československa.
V letech 1945–1946 byl poslancem Prozatímního Národního shromáždění za KSS. Setrval zde do parlamentních voleb v roce 1946, pak se stal poslancem Ústavodárného Národního shromáždění za KSČ a po volbách do Národního shromáždění roku 1948 se stal za KSČ poslancem Národního shromáždění ve volebním kraji Prešov. Na poslaneckém postu setrval do konce volebního období roku 1954.
Po válce zastával i vládní a stranické posty. V letech 1945–1946 byl ministrem ochrany práce a sociální péče v první vládě Zdeňka Fierlingera a druhé vládě Zdeňka Fierlingera. Pak byl v letech 1946–1951 členem Sboru pověřenců na různých postech. V 7. Sboru pověřenců usedl v letech 1946–1947 na pozici pověřence sociální péče. Koncem října 1947 podal spolu s dalšími pověřenci za KSS demisi v rámci eskalace tlaku komunistů na změnu silových poměrů ve Sboru pověřenců. V 8. Sboru pověřenců, 9. Sboru pověřenců a 10. Sboru pověřenců zastával v období let 1947–1949 funkci pověřence průmyslu a obchodu, z níž pak v letech 1949–1951 přešel na pozici pověřence výživy, kterou předtím již jednou zastával (krátce po únoru 1948 v 8. Sboru pověřenců). V roce 1951 ještě poté po několik měsíců působil coby pověřenec obchodu.
V letech 1969–1972 uzavřel svoji politickou kariéru jako velvyslanec Československa v Maroku. Roku 1968 mu byl udělen Řád práce.